# 纸厂彝族乡
纸厂彝族乡，是中华人民共和国贵州省六盤水市水城区一个已撤销的乡级行政区，2015年6月4日，贵州省人民政府批复同意水城县乡镇行政区划调整，撤销纸厂彝族乡，将其所辖行政区域划归玉舍镇。